# Marika Domanski-Lyfors
Marika Susan Domanski-Lyfors (17 de maio de 1960) é uma treinadora e ex-futebolista profissional sueca.

## Carreira
Marika Domanski-Lyfors comandou entre 1996 e 2005 a Seleção Sueca de Futebol Feminino, esteve nas Olimpíadas de 2000 e 2004.